# Danh sách xã thuộc tỉnh Cà Mau
Tính đến ngày 16 tháng 6 năm 2025, tỉnh Cà Mau có 64 đơn vị hành chính cấp xã, trong đó có 55 xã.
Dưới đây là danh các xã thuộc tỉnh Cà Mau hiện nay.
| Xã               | Diện tích (km²) | Dân số năm 2024 (người) |
| ---------------- | --------------- | ----------------------- |
| An Trạch         | 100,23          | 28.412                  |
| Biển Bạch        | 158,20          | 35.702                  |
| Cái Đôi Vàm      | 131,10          | 36.444                  |
| Cái Nước         | 118,25          | 54.397                  |
| Châu Thới        | 91,54           | 41.663                  |
| Đá Bạc           | 211,90          | 41.022                  |
| Đất Mới          | 222,94          | 27.683                  |
| Đất Mũi          | 271,20          | 33.298                  |
| Đầm Dơi          | 96,20           | 38.106                  |
| Đông Hải         | 147,93          | 40.241                  |
| Định Thành       | 117,18          | 35.564                  |
| Gành Hào         | 84,65           | 31.552                  |
| Hòa Bình         | 114,77          | 65.975                  |
| Hồ Thị Kỷ        | 93,60           | 27.283                  |
| Hồng Dân         | 124,92          | 50.194                  |
| Hưng Hội         | 62,41           | 29.592                  |
| Hưng Mỹ          | 98,40           | 38.687                  |
| Khánh An         | 177,70          | 27.170                  |
| Khánh Bình       | 104,50          | 39.823                  |
| Khánh Hưng       | 129,60          | 41.212                  |
| Khánh Lâm        | 208,20          | 38.880                  |
| Long Điền        | 129,54          | 40.947                  |
| Lương Thế Trân   | 142,42          | 66.191                  |
| Năm Căn          | 70,06           | 30.135                  |
| Nguyễn Phích     | 245,00          | 37.330                  |
| Nguyễn Việt Khái | 129,90          | 37.307                  |
| Ninh Quới        | 73,12           | 32.661                  |
| Ninh Thạnh Lợi   | 133,27          | 24.791                  |
| Phan Ngọc Hiển   | 237,70          | 35.328                  |
| Phong Hiệp       | 117,28          | 28.710                  |
| Phong Thạnh      | 142,96          | 53.912                  |
| Phú Mỹ           | 87,81           | 26.205                  |
| Phú Tân          | 101,70          | 33.381                  |
| Phước Long       | 98,11           | 47.281                  |
| Quách Phẩm       | 73,80           | 28.844                  |
| Sông Đốc         | 83,95           | 46.353                  |
| Tạ An Khương     | 104,20          | 33.179                  |
| Tam Giang        | 205,20          | 23.277                  |
| Tân Ân           | 218,30          | 23.787                  |
| Tân Hưng         | 92,41           | 35.222                  |
| Tân Lộc          | 96,80           | 35.450                  |
| Tân Thuận        | 169,80          | 35.473                  |
| Tân Tiến         | 207,20          | 33.994                  |
| Thanh Tùng       | 89,90           | 26.573                  |
| Thới Bình        | 121,00          | 38.116                  |
| Trần Phán        | 74,90           | 29.949                  |
| Trần Văn Thời    | 128,72          | 39.365                  |
| Trí Phải         | 166,60          | 49.770                  |
| U Minh           | 145,00          | 32.991                  |
| Vĩnh Hậu         | 232,75          | 41.899                  |
| Vĩnh Lộc         | 61,69           | 29.035                  |
| Vĩnh Lợi         | 61,69           | 29.035                  |
| Vĩnh Mỹ          | 115,78          | 52.287                  |
| Vĩnh Phước       | 127,22          | 38.662                  |
| Vĩnh Thanh       | 75,30           | 36.959                  |